# Trichonyx sulcicollis
Trichonyx sulcicollis är en skalbaggsart som först beskrevs av Reichenbach 1816.  Trichonyx sulcicollis ingår i släktet Trichonyx och familjen kortvingar. Enligt den finländska rödlistan är arten sårbar i Finland. Enligt den svenska rödlistan är arten nära hotad i Sverige. Arten förekommer i Götaland, Öland och Svealand. Artens livsmiljö är naturlundskogar. Inga underarter finns listade i Catalogue of Life.